# Farafin Kissi Shabazz
Farafin Kissi Shabazz est un militant italo-guinéen noir né en Italie. Considéré comme un représentant du nationalisme noir et du panafricanisme révolutionnaire, il a été le coordinateur national italien de l'ONG Urgences Panafricanistes, fondée par Kemi Seba , et publie des articles dans des magazines tels que Policlic , Nofi Media  et Vision Guinée  .